# Newportia tetraspinae
Newportia tetraspinae är en mångfotingart som beskrevs av González-Sponga 1998. Newportia tetraspinae ingår i släktet Newportia och familjen Scolopocryptopidae.
Artens utbredningsområde är Venezuela. Inga underarter finns listade i Catalogue of Life.